# Waldröschen (Bühnenfassung)
Das Waldröschen oder die Verfolgung rund um die Erde. Ein melodramatischer Bilderbogen von Karl May ist der Titel eines Theaterstücks nach dem Karl-May-Roman Waldröschen, das am 23. Oktober 1977 im Schauspielhaus Hannover uraufgeführt wurde.

## Der Roman

### Allgemeines
Den Kolportageroman Waldröschen oder die Rächerjagd rund um die Erde veröffentlichte Karl May unter dem Pseudonym Capitain Ramon Diaz de la Escosura im Verlag H. G. Münchmeyer in Dresden. Der Untertitel lautete: Großer Enthüllungsroman über die Geheimnisse der menschlichen Gesellschaft. Der Roman erschien in 109 Fortsetzungen von Dezember 1882 bis August 1884 und umfasste 2612 Seiten. Das Pseudonym war eine Bedingung Karl Mays, dessen Name durch andere Veröffentlichungen bereits bekannt war und der nicht mit diesen Lieferungsromanen in Verbindung gebracht werden wollte.
„Münchmeyer hatte eine persönliche Vorliebe für den nichtssagenden Titel ‚Das Waldröschen‘. Ich ging auch hierauf ein, hütete mich aber, ihm sonst noch irgendwelche Konzessionen zu machen.“
Die Erstausgabe wurde mit Illustrationen (eine zu jedem Heft) versehen. Jedes Kapitel wurde durch ein Gedicht eingeleitet.

### Inhalt
Dem deutschen Arzt Karl Sternau gelingt es, den spanischen Grafen Emanuel de Rodriganda zu heilen und dessen Tochter Rosa de Rodriganda zu heiraten. Doch Gasparino Cortejo, der schurkische Verwalter des Grafen, hat bereits vor langer Zeit seinen eigenen Sohn gegen den Erben des Grafen ausgetauscht, um den Besitz der Rodrigandas in seine Hand zu bekommen. Er lockt Sternau nach Mexiko, wo er ihn in eine alte Pyramide sperrt. Sternau kann entkommen, wird jedoch nach einigem Hin und Her mit Freunden auf einer einsamen Insel ausgesetzt. Erst viele Jahre später werden sie befreit, nur um wiederum nach einigem Hin und Her im Kloster della Barbara gefangen genommen und -gehalten zu werden. Schließlich kann der Leutnant Kurt Helmers, der Verlobte von Sternaus Tochter, dem „Waldröschen“, seinen Schwiegervater in spe befreien. Es folgt die große Wiedervereinigung der getrennten Familien Helmers, de Rodriganda, von Olsunna etc.
In diese Geschichte integrierte Karl May die Auseinandersetzung zwischen dem von Europa ernannten Kaiser Maximilian von Mexiko (Erzherzog Maximilian von Österreich) und dem mexikanischen Präsidenten Benito Juárez. Dabei stellte er sich eindeutig auf die Seite des Indianers Juárez. Den österreichischen Erzherzog Maximilian stellt er als integren, aber falsch beratenen Menschen dar. Bemerkenswert ist auch die Gestalt des bürgerlichen Leutnants Kurt Helmers, der für die arroganten Adeligen seines Regimentes einen Affront darstellt.

### Personen (in Auswahl)

#### Familie de Rodriganda
- Manfredo: ist ein spanischer Graf. Er hat zwei Söhne, Emanuel und Ferdinando. Manfredo de Rodriganda ist eine imponierende Erscheinung; er trägt gebleichtes Haar, hat einen dunklen Teint, ein kräftig-ehrwürdiges Aussehen. Er ließ sich nach dem Tod seiner Frau nach Ostindien versetzen, lebte dort lange als Vizekönig Spaniens und erwarb großen Reichtum. Obwohl er sonst weiblichen Reizen nicht mehr zugetan ist, verliebt er sich in die leichtlebige Tänzerin Hanetta Valdez und will sie heiraten. Kurz vor der Vermählung klärt ihn sein Sohn Ferdinando, auch einer der Liebhaber der Valdez, über den Lebenswandel der Tänzerin auf. Als der Graf dann diese in den Armen Henrico Cortejos, der die Valdez ebenfalls liebt, findet, erschießt er Cortejo und wird, als er auch Hanetta erschießen will, von ihr mit einem Brustschuss getötet, was jedoch von Gasparino Cortejo, dem Sohn des getöteten Cortejo, als Selbstmord ausgegeben wird, da keine weiteren Zeugen anwesend waren.
- Emanuel: ist ein sehr reicher spanischer Graf, der auf Schloss Rodriganda residiert. Sein Vater war Manfredo de Rodriganda, sein jüngerer Bruder ist Ferdinando de Rodriganda. Er ist Witwer (seine Frau war eine geborene Cordobilla) und hat drei Kinder: zwei Söhne und eine Tochter. Sein ältester Sohn starb in Madrid, als er sich auf die Offizierslaufbahn vorbereitete (nur erwähnt), sein zweiter Sohn, Alfonzo, wurde als Kleinkind nach Mexiko gegeben, um seinen dort kinderlos lebenden Onkel zu beerben – er wird aber auf den Weg dorthin gegen Alfonzo, den Sohn Gasparino Cortejos, vertauscht. Die Tochter, Rosa, lebt bei ihrem Vater. Graf Emanuel ist zu Beginn der Romanhandlung an einem Steinleiden und am Grauen Star erkrankt. Sein untergeschobener Sohn und dessen Vater, der Verwalter des Grafen, Gasparino Cortejo, haben Ärzte engagiert, die am Grafen eine Operation vornehmen wollen, die tödlich verlaufen soll. Karl Sternau kann das verhindern und die Operation erfolgreich durchführen; auch die Blindheit des Grafen wird von Sternau geheilt. Doch gelingt es den Widersachern des Grafen, diesem ein Gift zu verabreichen, das ihn wahnsinnig macht.[3] Er soll in diesem Zustand eine Felswand hinuntergestürzt werden. Das wird jedoch durch Zarba verhindert, die den wahnsinnigen Grafen durch ihre Zigeuner zu ihrem Komplizen Gabrillon nach Avranches schaffen lässt, um Cortejo in der Hand zu behalten. Dort wird der Graf unter dem Namen Anselmo Marcello einige Zeit in einem Leuchtturm gefangengehalten, bis Otto von Rodenstein ihn entdeckt und befreit. Danach lebt der Graf lange Jahre in Rheinswalden bei seiner Tochter, bis ihm Karl Sternau, der inzwischen sein Schwiegersohn geworden ist, das Gegengift geben kann.
- Ferdinando: ist ein mexikanischer Graf und Großgrundbesitzer. Er ist einer der reichsten Männer Mexikos. Sein Vater war Manfredo de Rodriganda, sein älterer Bruder ist Emanuel de Rodriganda. Da er der jüngere Sohn der Familie ist, fielen ihm nach dem Tode des Vaters, dessen Liebe zu Hanetta Valdez er teilte, nicht die spanischen, sondern die mexikanischen Besitzungen der Rodrigandas zu. Diese haben einen Wert von 40 Millionen. Alfonzo de Rodriganda, der Sohn seines Bruders, soll als Kleinkind zu ihm gebracht werden, damit er später Erbe des kinderlosen Ferdinando wird. Vor der Überfahrt wird das Kind gegen den falschen Alfonzo, den Sohn von Gasparino Cortejo, vertauscht. Auch gegen Graf Ferdinando werden von den Cortejos, speziell von seinem Verwalter, Pablo Cortejo, Intrigen geschmiedet. Um die Ehre der Rodrigandas zu retten, muss Graf Ferdinando sich für Alfonzo mit dem Grafen Embarez duellieren. Vor dem Duell ändert er sein Testament, das bisher Graf Alfonzo als Haupterben nannte, und übergibt das neue Testament an Maria Hermoyes. Er überlebt das Duell jedoch, wenn auch verletzt. Pablo Cortejo gibt ihm, der nun 50 Jahre alt ist, ein Gift, das ihn scheintot macht. Offiziell ist die Todesursache Wundstarrkrampf. Während der Starre wird sein Haar grau. Nach seinem Begräbnis übernimmt ihn Henrico Landola, der ihn allerdings nicht – wie sein Auftrag lautet – tötet, sondern an den Sultan von Härrär als Sklave verkauft. In Härrär begegnet Ferdinando Bernardo Mendosa und Emma Arbellez, die ebenfalls Sklaven des Sultans sind. Zusammen fliehen sie und werden von Kapitän Wagner gerettet. Ferdinando kauft von den für die Flucht beim Sultan mitgenommenen Schätzen ein Schiff, mit dem er und Emma Karl Sternau und seine Gefährten von der einsamen Südseeinsel abholen, auf der sie von Landola ausgesetzt worden waren und wo sie 16 Jahre lang leben mussten. Zurück in Mexiko wird Ferdinando in Fort Guadeloupe von einem französischen Soldaten am Kopf verletzt, dann von Manfredo, dem Neffen Pater Hilarios, gefangen und ins Kloster della Barbara in Santa Jaga gebracht, in dessen Gewölben er festgehalten wird, bis ihn Kurt Helmers endgültig befreit. Er zieht dann zu seinem Bruder nach Rheinswalden.
- Rosa: ist die Tochter von Graf Emanuel de Rodriganda und somit eine spanische Contezza. Während eines Paris-Aufenthaltes lernt sie Karl Sternau kennen und verliebt sich in ihn. Sie bittet ihn um Hilfe, da sie ihren Bruder Alfonzo und den Verwalter ihres Vaters, Gasparino Cortejo verdächtigt, ihren kranken Vater durch eine ungeeignete Operation töten lassen zu wollen – womit sie Recht hat. Sternau kann ihrem Vater helfen. Doch wird der Graf von den Cortejos kurz darauf durch Gift wahnsinnig gemacht. Das Gleiche geschieht ihr, während man Sternau in ein Gefängnis werfen lässt. Nach seiner Befreiung kann er Rosa aus dem Stift, in das man die Geistesgestörte gesteckt hatte, entführen und heilen. Sternau bringt sie zu seiner Mutter nach Rheinswalden und heiratet sie. Kurz nach der Hochzeit bricht Sternau dann auf, die Schicksale der Familie de Rodriganda aufzuklären. Sechzehn Jahre lang bleibt er verschollen. Rosa jedoch wartet geduldig auf ihn und widmet sich der Erziehung ihrer gemeinsamen Tochter. Durch die Abstammung ihres Mannes von Herzog Eusebio von Olsunna, von der Sternau erst nach seiner Rückkehr erfährt, wird Rosa Herzogin von Olsunna.
- Alfonzo: ist der rechtmäßige Sohn von Graf Emanuel de Rodriganda und Bruder von Rosa de Rodriganda. Er sieht seinem Vater außerordentlich ähnlich. Gasparino Cortejo und dessen Geliebte, Clarissa Margony, ließen ihn als etwa vierjährigen Knaben gegen ihren eigenen Sohn vertauschen. Der Verbrecher, der den Kindestausch vornahm (Manuel Sertano) tötete den Jungen jedoch nicht, wie sein Auftrag lautete, sondern nahm ihn mit in die Berge. Dort wurde er unter dem Namen Mariano von einer Räuberbande aufgezogen. Ihm wurde eine besondere Erziehung zuteil, da man ihn für Verbrechen in der besseren Gesellschaft verwenden wollte. Er spielt meisterhaft Gitarre, dichtet und komponiert eigene Lieder. Erst im Alter von 22 Jahren erfährt er von seiner adeligen Herkunft. Er begibt sich unter dem Decknamen Alfred de Lautreville nach Schloss Rodriganda, um Gewissheit zu erlangen. Dort trifft er Amy Lindsay, in die er sich verliebt. Amy und Rosa werden von Mariano, der ein hervorragender Schütze, Fechter und Reiter ist, vor Räubern gerettet. Er selbst wird auf Veranlassung Gasparino Cortejos von Henrico Landola entführt. Dieser tötet ihn jedoch nicht, sondern lässt ihn längere Zeit im Kielraum seines Schiffes schmachten. Karl Sternau kann ihn in der Karibik endlich befreien. Er trifft Amy Lindsay wieder und sie verloben sich. Mariano fällt dann aber gemeinsam mit Sternau und dessen Gefährten noch einmal in die Hände Landolas, der alle auf einer einsamen Südseeinsel aussetzt, von der sie erst nach 16 Jahren gerettet werden. Nach dieser Befreiung folgt Mariano Sternau nach Mexiko, um dort die Angelegenheiten der de Rodriganda zu klären. Mariano und seine Freunde werden von Pater Hilario gefangen genommen und in unterirdischen Klostergewölben eingesperrt. Kurt Helmers verhilft dann allen zur endgültigen Freiheit. Mariano resp. Alfonzo de Rodriganda heiratet Amy und residiert als rechtmäßiger Erbe der de Rodriganda auf seinem spanischen Schloss.

#### Familie Cortejo
- Henrico: war der Vater von Pablo und Gasparino Cortejo. Er war Verwalter der Güter Graf Manfredo de Rodriganda in Spanien. Er ist ein jugendlich schöner Frauenheld in den kräftigsten Mannesjahren. Die Tänzerin Hanetta Valdez liebt ihn, obwohl sie intimen Kontakt auch zu anderen Männern hat (Herzog Eusebio von Olsunna, Manfredo und Ferdinando de Rodriganda). Er liebt sie auch, obwohl er verheiratet ist. Seine Frau ist „eine kranke, elende Frau, die vielleicht nicht lange mehr leben wird“. Henrico Cortejo wird mit Hanetta in verfänglicher Situation kurz vor ihrer Hochzeit mit Manfredo de Rodriganda von diesem ertappt und erschossen. Seine Söhne schwören daraufhin der Familie de Rodriganda Rache.
- Gasparino: ist ein spanischer Advokat und Notar. Er arbeitet als Verwalter des Grafen Emanuel de Rodriganda. Sein Vater war Henrico Cortejo, der ebenfalls für die Grafen von Rodriganda als Verwalter arbeitete, aber vom damaligen Grafen Manfredo de Rodriganda aus Eifersucht erschossen wurde. Gasparino hat zwei uneheliche Söhne, Tombi und Alfonzo. Die Mutter von Alfonzo ist seine langjährige Geliebte Schwester Clarissa. Sein Bruder ist Pablo Cortejo und somit ist er Onkel von Josefa Cortejo.
- Clarissa Margony: ist Oberin des Stiftes der Karmelitinnen in Saragossa. Sie ist die Tochter eines spanischen Edelmannes und mit den Grafen de Rodriganda verwandt. Sie lebt als Erzieherin von Rosa de Rodriganda auf Schloss Rodriganda. Vor etwa 20 Jahren verließ sie ihre Familie und lebte als Putzmacherin in Saragossa mit Gasparino Cortejo im Konkubinat. Sie haben einen gemeinsamen Sohn namens Alfonzo. Clarissa Margony hat mit Gasparino die Vertauschung des damals etwa vierjährigen Alfonzo de Rodriganda mit ihrem Sohn in die Wege geleitet und ist an vielen Verbrechen ihres Geliebten beteiligt. So ist sie es, die Rosa de Rodriganda Gift verabreicht. Schwester Clarissa wird nach der Aufdeckung aller Untaten mit Kerkerhaft bestraft.
- Alfonzo: ist der uneheliche Sohn von Gasparino Cortejo und Clarissa Margony. Er ist ein Verschwender und ein Feigling; er führt Tagebuch über seine Schurkereien. Ursprünglich hatte er vermutlich einen anderen Taufnamen, da er – wie Maria Hermoyes berichtet – anfangs kaum auf „Alfonzo“ hörte. Im Alter von etwa vier Jahren wird er gegen den Grafensohn Alfonzo de Rodriganda ausgetauscht und wächst auf den mexikanischen Besitzungen der Rodrigandas auf, bis er im Alter von etwa 22 Jahren nach Spanien zurückkehrt. In Mexiko verspricht er der Indianerin Karja die Ehe, um an den Königsschatz der Miztecas zu kommen, dessen Geheimnis Karja kennt. Dafür wird er von deren Bruder Tecalto aus Rache an einem Baum über dem Teich der Krokodile auf dem Berg El Reparo aufgehängt, kann jedoch mit Hilfe der Comanchen entkommen. Nach Spanien zurückgekehrt, versucht er, das Erbe der Rodrigandas an sich zu bringen, in dem er mit Hilfe seines leiblichen Vaters den Grafen Emanuel verschwinden lässt und seine vorgebliche Schwester Rosa wahnsinnig macht. Als diese von Karl Sternau entführt wird, verfolgt er beide und heuert Gérard Mason als Auftragsmörder an.
- Pablo: ist der Verwalter des Grafen Ferdinando de Rodriganda in Mexiko und Bewerber um das Amt des mexikanischen Präsidenten. Sein Vater war Henrico Cortejo; sein Bruder ist Gasparino Cortejo. Er ist bereits lange Witwer und hat eine Tochter namens Josefa. Er hat eine lange, hagere Gestalt, bleiche, schmale Lippen und kleine Augen. Auf einem Kriegszug wird ihm im Kampf vom Trapper Geierschnabel ein Auge ausgestoßen. Mit seinem Bruder verfolgt er das Ziel, den untergeschobenen Alfonzo als Erben des Riesenvermögens der de Rodriganda zu etablieren. Er hofft dabei, dass sein Neffe Alfonzo seine Tochter Josefa heiraten wird, so dass auch diese, die maßgeblich in seine Verbrechen verwickelt ist, an Reichtum und Macht der Rodrigandas beteiligt wird. Den Grafen Ferdinando macht er durch ein Gift scheintot und lässt ihn von Henrico Landola wegschaffen. Dann fälscht er das Testament des Grafen. Auf seinen Hauptgegner Karl Sternau hetzt er Mörderbanden. Als Präsidentschaftskandidat kämpft er – mit der Unterstützung von Juan Alvarez – gegen Benito Juárez. Pablo Cortejo scheitert mit seinen politischen Unternehmungen kläglich und fällt dann mit seiner schwer verletzten Tochter erst in die Hände Pater Hilarios, dann in die Sternaus. Angesichts des qualvollen Todes seiner Tochter gesteht Pablo Cortejo seine Untaten und wird erschossen.
- Josefa: ist die Tochter von Pablo Cortejo, der sie vergöttert, und wuchs in Mexiko auf. Sie ist an allen Verbrechen ihres Vaters maßgeblich beteiligt. Josefa Cortejo liebt aufrichtig ihren Cousin Alfonzo. Als dieser sie schroff abweist, wendet sie ihre Zuneigung Mariano zu, der aber trotz ihrer Andeutung, ihm bei der Aufklärung seiner Abstammung helfen zu können, kein Interesse an ihr zeigt. Aus Rache hetzt sie Juan Alvarez auf Marianos Geliebte, Amy Lindsay, und deren Vater. Die Präsidentschaftskandidatur ihres Vaters „unterstützt“ sie, indem sie ihr Bild an die Anhänger ihres Vaters verteilen lässt. Durch die Kriegswirren erhält Josefa Cortejo für kurze Zeit die Herrschaft über die Hazienda del Erina, wo sie den alten Petro Arbellez brutal auspeitschen lässt. Der Vaquero Antonio bestraft sie dafür durch einen Tritt, wodurch ihr vermutlich einige Rippen gebrochen werden, die einer ihrer Söldner unfachmännisch einzurichten sucht. Von den dadurch erlittenen inneren Verletzungen erholt sie sich nicht mehr. Bärenherz und Büffelstirn hängen sie dann an einen Ast über einen Krokodilteich. Sie wird jedoch durch Grandeprise gerettet. Später fällt sie mit ihrem Vater in die Hände Pater Hilarios; dann in die Karl Sternaus. Durch die Verletzungen hat sie ständig Schmerzen. Diese werden schließlich so unerträglich, dass sie ihre Untaten bei einem Verhör gesteht; dann stirbt sie qualvoll.

#### Familie Sternau
- Karl Sternau: Sein Vater ist der Herzog Eusebio von Olsunna, der das bei ihm angestellte Fräulein Wilhelmi nötigte. Karl Sternau hat somit zwei Halbschwestern, Helene Sternau und Flora von Olsunna. Er lebt später in Rheinswalden bei seinem Cousin, dem Oberförster Kurt von Rodenstein. In Paris, wo er sich bei seinem Lehrer, Professor Charles Francois Letourbier, aufhielt, hat er Rosa de Rodriganda kennen- und liebengelernt. Dort rettete Sternau Annette Mason vor dem Ertrinken. Auf einen Hilferuf Rosas eilt er nach Spanien und kann gerade noch verhindern, dass Gasparino Cortejo und dessen Sohn Alfonzo, der als Sohn des Grafen gilt, an Graf Emanuel de Rodriganda, dem Vater Rosas, eine Operation ausführen lassen, die zum Tode des Grafen führen soll. Sternau operiert den Grafen, der an einem Steinleiden erkrankt war, erfolgreich und kann auch dessen Blindheit heilen. Der Graf plant daraufhin, ihm eine Festanstellung anzubieten. Cortejo trachtet ihm von nun an nach dem Leben; er heuert Banditen an, die Sternau überfallen, von diesem aber getötet werden. Sternau durchschaut alle verbrecherischen Machenschaften der Cortejos; so weiß er, dass der Graf durch Gift wahnsinnig gemacht wurde und beseitigt werden sollte, was jedoch nicht im Sinne der Cortejos ausgeführt wurde. Er weiß auch, dass Cortejo den echten Sohn des Grafen gegen seinen eigenen Sohn austauschen ließ. Cortejo lässt Sternau dann in einem Gefängnis in Barcelona verschwinden, wo Sternau erfährt, dass Graf Ferdinando de Rodriganda als Sklave nach Härrär verkauft worden ist. Er kann durch die Hilfe des Pater Dominikaner aus dem Gefängnis entkommen und die von Cortejo und seiner Geliebten, Clarissa Margony, inzwischen auch mit einem Gift wahnsinnig gemachte Rosa befreien, mit einem Gegengift heilen und – nach einem Umweg über Paris und Köln – nach Rheinswalden bringen. Zwischenzeitlich wird er wegen Mordversuchs, Diebstahls, Entführung und Mitgliedschaft in einer Räuberbande steckbrieflich gesucht.  In Rheinswalden führt er einer großherzoglichen Gesellschaft zusammen mit dem kleinen Kurt Helmers Reit- und Schießkünste vor und zeigt ihnen seinen Henrystutzen und seinen Bärentöter. Er heiratet Rosa, verlässt sie aber sofort wieder, um Graf Ferdinando zu befreien. Sternau kauft dazu die Dampfyacht Sir Henry Lindsays, der er den Namen „Rosa“ gibt. Mit der bewaffneten Dampfyacht will er Henrico Landola aufbringen, der maßgeblich an den Verbrechen der Cortejos gegen die de Rodriganda beteiligt ist. Sternau trifft dabei in Avranches auf seinen Schulfreund Otto von Rodenstein, der ihn zum kranken Herzog Eusebio von Olsunna führt, den Sternau heilen kann, ohne dass beide ahnen, dass sie Vater und Sohn sind. In der Karibik stellt Sternau Landola und befreit Mariano, den echten Sohn des Grafen Emanuel de Rodriganda. Um dessen Identität nachzuweisen, reist er dem falschen Alfonzo auf die Hazienda del Erina nach, wo Sternau den von Alfonzo schwer verletzten Anton Helmers retten kann. Auch in Mexiko werden von den Cortejos (Pablo Cortejo & Alfonzo) Mordanschläge gegen Sternau angestiftet, deren Sternau sich jedoch erwehren kann; so z. B., indem er eine ganze Räuberschar durch Schüsse in die Stirn tötet. Als die Verbrecher Verdoja und Pardero sich an Karja und Emma Arbellez vergreifen wollen, fordert er sie zu einem Doppelduell, in dem er ihnen die rechte Hand zerschmettert bzw. abschlägt. Aus Rache nimmt Verdoja Sternau und dessen Freunde gefangen und will sie in eine alte Pyramide bringen. Sternau kann jedoch fliehen (dabei verletzt er ein Auge Verdojas) und die Freunde befreien. Mit diesen Freunden, zu denen auch die Indianerhäuptlinge Tecalto (Büffelstirn) und Schosh-in-liett (Bärenherz) gehören, fällt Sternau dann in die Hände Landolas, der alle auf einer einsamen Südseeinsel aussetzt, wo sie sechzehn Jahre lang auf Rettung warten müssen. Nach der Befreiung durch Graf Ferdinando de Rodriganda, der inzwischen aus Härrär fliehen konnte, will Sternau in Mexiko an den Cortejos Rache nehmen und Marianos Identität endlich beweisen. Sternau schließt sich Benito Juárez an, mit dem er gegen die Franzosen und deren Kaiser Maximilian kämpft. Sternau kann Juárez bei der Einnahme von Chihuahua wertvolle Dienste leisten, befreit die von Pablo Cortejo und dessen Tochter, Josefa Cortejo, besetzte Hazienda del Erina und nimmt die Cortejos gefangen. Diese können jedoch fliehen. Bei der Verfolgung gerät Sternau in die Hände Pater Hilarios, der ihn und seine Gefährten in den unterirdischen Gewölben seines Klosters verschwinden lässt. Kurt Helmers, inzwischen erwachsen und wegen einer diplomatischen Mission in Mexiko weilend, kann alle befreien. Die Cortejos und Henrico Landola, die ebenfalls von Hilario gefangen wurden, fallen so auch in die Hände Sternaus. Dieser lässt Landola kitzeln, bis ihm Schaum vor dem Mund steht, denn dieser Schaum ist das Gegengift für den immer noch wahnsinnigen Graf Emanuel de Rodriganda, den Sternau heilt, als er nun endlich nach Rheinswalden zurückkehrt. Dort trifft er zum ersten Mal seine inzwischen sechzehnjährige Tochter Rosa (das titelgebende Waldröschen). Auf dem großherzoglichen Maskenball in Rheinswalden wird ihm auch enthüllt, dass sein leiblicher Vater der Herzog von Olsunna ist und er dessen rechtmäßiger Erbe.
- Rosa Sternau (das Waldröschen): ist die Tochter von Karl Sternau und Rosa de Rodriganda. Sie wird erst nach dem Verschwinden ihres Vaters geboren. Ihre Paten sind die Herzogin von Olsunna, der Großherzog Ludwig III. und der Hauptmann von Rodenstein. Sie lebt mit ihrer Mutter in Rheinswalden, ihren Vater lernt sie erst nach dessen Rückkehr aus sechzehnjähriger Gefangenschaft kennen. Sie liebt ihren Jugendgespielen, den sechs Jahre älteren Kurt Helmers, der ihretwegen ein Duell mit Herrn von Ravenow austrägt, der sich unverschämt in Rosas Wagen drängte, von ihr aber selbstbewusst zurechtgewiesen worden war. Den Kriegsminister Albrecht von Roon bittet sie, wegen des Duells keine Maßnahmen zu ergreifen. Auf dem großherzoglichen Ball in Rheinswalden wird ihre Verlobung mit Kurt bekanntgegeben. Sie lebt später mit ihm und einem Töchterchen in einer norddeutschen Stadt. Durch die Abstammung ihres Vaters von Herzog Eusebio von Olsunna ist sie Prinzessin von Olsunna.

#### Spanier
- Juan Alimpo: ist der Kastellan auf Schloss Rodriganda. Er ist verheiratet mit Elvira und ein Onkel von Bernardo Mendosa. Er ist ein kleines, furchtsames Männchen und stammt aus dem Dorf Rodriganda. Bereits zu Zeiten Manfredo de Rodrigandas stand er als dessen Leibdiener in Diensten der Familie de Rodriganda. In Saragossa lernte er seine Frau kennen, mit der er in sehr glücklicher Ehe lebt. Als Geschenk zur Verlobung erhielt er von Graf Manfredo den Posten des Kastellans auf Schloss Rodriganda.
- Doktor Cielli: ist der Hausarzt der Familie de Rodriganda aus Manresa. Er soll auf Veranlassung des falschen Alfonzo eine Operation an Emanuel de Rodriganda durchführen, die planmäßig mit dem Tod des Patienten enden soll. Karl Sternau verhindert das. Dr. Cielli stellt später in seiner Funktion als offizieller Gerichtsarzt der Region den angeblichen Tod des Grafen fest.
- Doktor Francas: ist ein spanischer Arzt aus Madrid. Er soll im Auftrag von Alfonzo und Gasparino Cortejo an Graf Emanuel de Rodriganda eine tödlich verlaufende Operation vornehmen, was Karl Sternau verhindert.
- Gabrillon: Der Leuchtturmwärter von Avranches ist ein Sonderling und trägt einen dichten, struppigen Bart. Er haust mit einer alten, tauben Frau, die ihm den Haushalt führt, und dem schwachsinnig gemachten Grafen Emanuel de Rodriganda, den er für seinen Vetter ausgibt, auf seinem Leuchtturm. Er steht in Verbindung mit der Zigeunerin Zarba, die den Grafen zu ihm brachte, um ihn dort zu verstecken. Otto von Rodenstein entdeckt den Grafen bei ihm und kann ihn mit Hilfe der Behörden befreien. Gabrillon und Zarba werden bei dieser Gelegenheit arretiert, jedoch später von den Zigeunern Zarbas befreit.
- Hilario: Pater Hilario, eigentlich Ignaz Mandrillo, ein ehemaliger Priester und früherer Superior, ist Arzt im Kloster della Barbara in Santa Jaga. Hilario ist ein gefährlicher und skrupelloser Intrigant, der unter verschiedenen Decknamen (Pater Hilarius, Pater Eusebio, Pater Lorenzo) operiert; er ist ein besonderer Feind von Benito Juárez, der ihn als Klosterleiter absetzte. Je nach dem Vorteil, den er sich ausrechnet, schließt er sich den verschiedenen politischen Richtungen an. Er unterhält geheime Verbindungen zu allen Anti-Juaristen. Unter seinem richtigen Namen, Ignaz Mandrillo, wurde er von Pablo Cortejo aus den Diensten des Grafen Ferdinando de Rodriganda entlassen, weshalb er beide hasst. Hilario beherbergt zeitweise Juárez' Spionin Emilia, deren Schönheit und Verführungskünsten er erliegt, so dass sie seine Geheimnisse auskundschaften und an Juárez übermitteln kann. In den unterirdischen Gewölben des Klosters gelingt es ihm, mit Gas nach und nach Karl Sternau, Mariano, Büffelstirn, Bärenherz, Anton Helmers, Steuermann Helmers und den kleinen André gefangen zu nehmen. Auch Ferdinando de Rodriganda, Pablo Cortejo, dessen Tochter Josefa, Gasparino Cortejo und Henrico Landola geraten in seine Gewalt. (Durch Kurt Helmers werden alle Gefangenen Hilarios befreit.) Hilario versucht, durch Gift sämtliche Bewohner der Hazienda del Erina zu töten, damit nach den Verschwundenen nicht geforscht werden kann, was jedoch misslingt. Einige Zeit vorher hatte er auch die Frau des Kaisers Maximilian, Charlotte, mit einem Pflanzengift wahnsinnig gemacht. Im Auftrag seiner Organisation täuscht er erfolgreich durch falsche Berichte den Kaiser, um ihn so lange wie möglich im Lande zu halten, so dass Juárez keine Wahl bleibt, als den Kaiser erschießen zu lassen. Kurt Helmers gelingt es, Pater Hilario gefangen zu nehmen. Im Gefängnis erleidet Hilario einen Schlaganfall, als er von Kurt Helmers und Karl Sternau erfährt, dass all seine Geheimnisse verraten sind.
- Henrico Landola: ist ein Agent, Kapitän und Seeräuber mit wechselnden Namen. Er ist Geschäftspartner und Komplize von Gasparino und Pablo Cortejo. Sein Stiefbruder ist Grandeprise. Im Auftrag der Cortejos führt Landola zahlreiche Verbrechen an der Familie de Rodriganda und deren Freunden aus. So besorgt er das Gift, mit dem Emanuel und Rosa de Rodriganda wahnsinnig gemacht werden, lässt Mariano längere Zeit im Kielraum seines Schiffes schmachten, verkauft Ferdinando de Rodriganda als Sklave an den Sultan von Härrär und setzt Karl Sternau und den Steuermann Helmers, Anton Helmers und Emma Arbellez, Karja, Tecalto und Schosh-in-liett sowie den gerade erst freigekommenen Mariano auf einer einsamen Südseeinsel aus, von der sie erst nach 16 Jahren wieder befreit werden können.
- Eusebio von Olsunna: ist ein spanischer Herzog in Saragossa. Als Mitglied des höchsten Adels und als einer der reichsten Männer des Landes führt er als 24-jähriger Witwer (seine Tochter Flora ist gerade drei Jahre alt) das Leben eines Wüstlings, obwohl er als strenger Katholik gilt. Bei seinen amourösen Eskapaden ist ihm sein gleichaltriger Haushofmeister, Gasparino Cortejo, behilflich. Der Herzog verliebt sich während des Karnevals in Fräulein Wilhelmi, die er als Gouvernante für seine Tochter einstellt, um sie in sein Haus zu locken. Dort lässt er ihr einen Liebestrank geben und vergewaltigt sie. Sie kann ihm entkommen und heiratet den Lehrer Sternau, der sie aufrichtig liebt und der das Kind, das der Vergewaltigung entstammt (Karl Sternau), als eigenes annimmt. Der Herzog macht inzwischen der Tänzerin Hanetta Valdez den Hof, die jedoch nach dem Tod des Grafen Manfredo de Rodriganda, eines Nebenbuhlers des Herzogs, verschwindet. Viele Jahre später befindet sich der Herzog auf einer Kur in Avranches. Seine Krankheit wird mit Auszehrung angegeben; es wird jedoch angedeutet, dass es sich um eine Krankheit handelt, die auf seinen früheren ausschweifenden Lebenswandel zurückgeht. Er denkt, dass er sterben muss, und bereut sein bisheriges Leben. Er fertigt u. a. ein Testament, das den illegitimen Sohn berücksichtigt, und beichtet seiner Tochter. Dass Flora mit Otto von Rodenstein, dem verstoßenen Sohn des Oberförsters Kurt von Rodenstein aus Rheinswalden, eine Verbindung eingehen will, billigt er. Die Verlobung findet noch in Avranches statt. Als Karl Sternau, den Otto kennt, in Avranches auftaucht, wird er um seinen ärztlichen Rat befragt. Er bezeichnet das Leiden des Herzogs als Krätze und verschreibt ihm Mittel, die zur Heilung führen. Er rät ihm zu einer Kur und schickt ihn nach Rheinswalden. Sternau und der Herzog wissen zu diesem Zeitpunkt nicht, dass sie Vater und Sohn sind. Nachdem der Herzog dies durch Ottos Erzählungen vom Schicksal des damaligen Fräulein Wilhelmi erfährt, nimmt er Kontakt mit ihr auf, dann reist er nach Rheinswalden, bittet sie (die jetzt verwitwete Frau Sternau) um Verzeihung und hält um ihre Hand an, damit Karl Sternau sein rechtmäßiger Erbe wird.
- Hanetta Valdez: ist Primaballerina in Saragossa. Sie stammt von armen, obskuren Eltern ab. Henrico Cortejo und Herzog Eusebio von Olsunna lieben sie. Hanetta Valdez liebt jedoch nur Cortejo. Dennoch gibt sie Graf Manfredo de Rodriganda ihr Ja-Wort, als dieser nach dem Besuch einer ihrer Vorstellungen sich in sie verliebt und ihr die Heirat anbietet. Inkognito gibt sie sich inzwischen dem Sohn des Grafen, Ferdinando de Rodriganda, hin, ohne ihn zu kennen. Kurz vor der Trauung klärt Ferdinando seinen Vater über Hanetta Valdez auf, der sie dann zudem noch in den Armen Cortejos erwischt. Der Graf tötet Cortejo. Bei dem Versuch, auch sie zu erschießen, wird der Graf von ihr getötet. Gasparino Cortejo, der Sohn Henricos, stellt den Tod des Grafen als Selbstmord dar.

#### Das Kaiserpaar von Mexiko
- Maximilian von Mexiko: Karl May hat in einem Teil des Waldröschens die Ereignisse um den Sturz und die Exekution von Kaiser Maximilian von Mexiko einbezogen. Ein Teil der Hauptfiguren versucht, über seine Berater Einfluss darauf zu nehmen, dass Maximilian rechtzeitig seine Niederlage einsieht und das Land verlässt; andere Hauptfiguren begegnen Präsident Juárez persönlich und helfen bei der Gefangennahme der Gegner.
- Kaiserin Charlotte: Angeblich wurde mit ein paar Tropfen Toloachi – von Pater Hilario beschafft oder hergestellt – die Kaiserin Charlotte von Mexiko wahnsinnig gemacht.

#### Indianer/Mexikaner
- Amaika: ist eine alte Indianerin, die Josefa Cortejo sehr ergeben als Zofe dient. Sie hat von einem Weißen eine Tochter, die sie in ihre Pläne eingespannt und bei Amy Lindsay als Duenna eingesetzt hat.
- Bärenauge: Schosheinta ist ein Häuptling der Jicarilla-Apachen und der jüngere Bruder von Schosh-in-liett (Bärenherz), dem er ähnlich sieht. Er ist jung und trägt neumexikanische Kleidung. Aus Rache für das unerklärliche Verschwinden seines Bruders skalpiert er jede Woche einen Weißen. Für Benito Juárez kämpft er gegen Franzosen und Comanchen bei Fort Guadeloupe, wo er seinen Bruder wiedertrifft.
- Bärenherz: Schosh-in-liett ist der Freund und Begleiter von Karl Sternau und Anton Helmers. Er ist 28 Jahre alt, hat scharfe, kühne Züge und ein durchdringendes Auge. Schosh-in-liett liebt Karja, die Schwester seines Freundes Tecalto. Karja und Emma Arbellez werden von ihm und von Helmers aus den Händen von Comanchen befreit. Er fällt dann selbst in die Hände der Comanchen und wird über einem Krokodilteich aufgehängt, kann sich aber befreien. Zusammen mit Karl Sternau, Karja, Emma Arbellez, Anton Helmers, dessen Bruder und Büffelstirn wird Schosh-in-liett von Henrico Landola gefangen und auf einer einsamen Südseeinsel ausgesetzt, wo er mit den anderen 16 Jahre lang auf Rettung warten muss. Er lebt dort mit Karja als Ehefrau zusammen. Zurück in Mexiko kämpft er im Gefecht von Fort Guadeloupe für Benito Juárez, wird dann aber mit den anderen von Pater Hilario gefangen und in den unterirdischen Gewölben des Klosters della Barbara in Santa Jaga festgehalten, bis alle von Kurt Helmers befreit werden. Er nimmt am Maskenball in Rheinswalden teil.
- Benito Juárez: spielt zeitweise eine prominente Nebenrolle im in Mexiko spielenden Teil des Waldröschens. Karl May hat darin die Ereignisse um den Sturz und die Exekution von Kaiser Maximilian von Mexiko einbezogen. Ein Teil der Hauptfiguren begegnet dem Präsidenten Mexikos gar persönlich und hilft aktiv bei der Gefangennahme der Gegner.
- Karja: ist die schöne Schwester von Büffelstirn, dem Häuptling der Miztecas. Sie wird zusammen mit ihrer Freundin Emma Arbellez von Bärenherz und Anton Helmers aus den Händen der Comanchen befreit. Sie liebt den falschen Grafen Alfonzo de Rodriganda, der ihr die Ehe verspricht, um an den legendären Königsschatz der Miztecas zu kommen. Erst nachdem sie das Geheimnis dieses Schatzes verraten hat, bemerkt sie, dass er sie hintergangen hat. Sie sagt sich von ihm los und schwört Rache. Zusammen mit ihrer Freundin Emma und anderen wird sie von den Schurken Verdoja und seinen Komplizen verschleppt und in einer alten Pyramide gefangengehalten. Dort setzt sie sich tatkräftig gegen Pardero, einen Komplizen Verdojas, durch und zerschießt ihm erst die Kinnlade, bevor sie ihn ersticht. Karl Sternau befreit die Gefangenen. Sie verlobt sich mit Bärenherz und wird zusammen mit ihren Gefährten von Henrico Landola auf eine einsame Südseeinsel verschleppt. Nach 16 Jahren werden sie durch Emma Arbellez und Ferdinando de Rodriganda befreit. Nach dem großen Showdown in Rheinswalden kehrt sie zusammen mit ihrem Bruder und Bärenherz in die Heimat zurück.

#### Juden
- Levi Hirsch: ist der jüdische Inhaber eines Kleiderladens in Mainz. Er ist verheiratet mit Sarah Hirsch. Hirsch berät Trapper Geierschnabel, der inkognito reisen will, und verkauft ihm einen sehr farbenfrohen, wenig zusammenpassenden Anzug und diverse Ausrüstungsgegenstände wie Hut, Schuhe, Brille, Noten und Musikinstrumente. Da er überzogene Preise verlangt, revanchiert sich Geierschnabel, indem er ihn dazu bringt, ihm seinen abgelegten Anzug (angeblich aus Faultierwolle und vermeintlich mit Zehntalerscheinen in der Hosentasche) für viel Geld abzukaufen.
- Sarah Hirsch: ist die Ehefrau von Levi Hirsch.

#### Räuber
Die Räuberbande in den Pyrenäen besteht zum großen Teil aus in Not geratenen Spaniern und existiert schon seit mindestens zwanzig Jahren unter demselben Anführer. Sie leben in einer Höhle in den Bergen. Der Capitano nimmt Aufträge von Gasparino Cortejo an. Die Bande besteht aus
- dem Hauptmann, genannt Capitano (wird von Gasparino Cortejo erschossen);
- dem Pater Dominikaner;
- Mariano, der allerdings nie den Räubereid geleistet hat;
- Juanito und Henricord (sterben bei dem Überfall auf Rosa de Rodriganda);
- mindestens drei weiteren Bandenmitgliedern, die bei dem missglückten Überfall auf Karl Sternau von diesem getötet werden;
- einem Räuber, der zum neuen Hauptmann gewählt wird.

Ein ehemaliges Mitglied ist Manuel Sertano. Die Bande wird zwar im Laufe der Romanhandlung erheblich dezimiert, umfasst aber noch immer mindestens 30 Leute.

#### Zigeuner
- Zarba: wird von Gasparino Cortejo verführt, der aber das ihr gegebene Eheversprechen nicht einhält. Von ihm stammt ihr Sohn Tombi. Zarba besorgte Cortejo einen Liebestrank, mit dem dessen damaliger Dienstherr, Herzog Eusebio von Olsunna, die Gouvernante Wilhelmi seinen sexuellen Wünschen gefügig macht. Als diese merkt, was mit ihr geschehen ist, will sie sich das Leben nehmen. Zarba, die sich schuldig fühlt, rettet sie und pflegt sie gesund. Sie sorgt auch jahrzehntelang für den Schutz des Kindes, Karl Sternau. Ein Vierteljahrhundert später ist sie dem Anschein nach noch immer Cortejos Verbündete, hintertreibt jedoch in Wahrheit dessen Absichten, um sich für das einst erlittene Unrecht zu rächen. Sie besuchte oft Rosa de Rodriganda und weissagte ihr. Sie empfahl ihr auch, Dr. Sternau als Arzt hinzuzuziehen, was Cortejos Pläne vereitelte. Als sie in Cortejos Auftrag den zuvor mit Gift schwachsinnig gemachten Grafen Emanuel de Rodriganda von einem Felsen in den Tod stürzen lassen soll, bringt sie ihn stattdessen in ein sicheres Versteck nach Avranches. Auch den Herzog von Olsunna verfolgt sie mit Hass, doch kann dieser sich ihrer Rache entziehen, als er seine Untaten bereut und ein neues Leben beginnt.

#### Preußen
- Bismarck: Im Kolportageroman Waldröschen tritt Bismarck als mächtiger Gönner des bürgerlichen Gardeoffiziers Kurt Helmers auf. Der preußische König Wilhelm I. nimmt auch den Trapper Geierschnabel zu einer wichtigen Unterredung zu ihm mit.
- Kurt Helmers: ist Oberleutnant beim Generalstab in Berlin. Bei der nur von Adeligen gebildeten Garde in Berlin behandelt man ihn, den Bürgerlichen, beleidigend und rücksichtslos. Er weiß sich jedoch Respekt zu verschaffen, indem er seine Hauptbeleidiger, Oberst von Winslow und Leutnant von Ravenow, in einem Doppelduell dienstunfähig macht: einen schießt er in die rechte Hand, dem anderen trennt er mit einem Säbel die rechte Hand ab. Durch glückliche Umstände gelingt es Kurt Helmers, geheime Papiere des als spanischer Agent in Berlin agierenden Henrico Landola und den russischen Spion Helbitoff den Behörden zu übergeben. Dadurch gerät er in das Blickfeld von Otto von Bismarck und König Wilhelm I. Von Bismarck wird Kurt erst nach Russland (nur erwähnt) und danach nach Mexiko gesandt, um Kaiser Maximilian zur Flucht zu verhelfen. Vorher verlobt Kurt Helmers sich noch mit Rosa Sternau. Nach Mexiko reist er in Begleitung des Trapper Geierschnabel. Dort verfolgen beide Gasparino Cortejo und Henrico Landola. Kurt Helmers befreit seinen von Pater Hilario gefangengehaltenen Vater, seinen Onkel, Karl Sternau und deren Leidensgefährten. Seine diplomatische Mission kann er nicht erfolgreich abschließen, da der Kaiser sich nicht retten lassen will. Nachdem die Angelegenheiten der Familie de Rodriganda in Mexiko geregelt sind, kehrt er mit den Befreiten nach Rheinswalden zurück und heiratet Rosa. Er lebt dann mit seiner Frau und einem Töchterchen als Oberst in einer norddeutschen Stadt.
- Kapitän Wagner: Er rettet Ferdinando de Rodriganda, Emma Arbellez und Bernardo Mendosa, die in Härrär ihrer Gefangenschaft entflohen sind, und fährt dann mit ihnen zu der einsamen Südseeinsel, auf der Karl Sternau und seine Gefährten, von Landola ausgesetzt, seit sechzehn Jahren leben. Wagner bringt alle nach Mexiko und soll dann um Kap Hoorn nach Vera Cruz fahren. Er trifft in Rio de Janeiro auf Landola und Gasparino Cortejo, die sich verkleidet haben. Er nimmt sie mit nach Vera Cruz, wo er – erst nachdem sie von Bord sind – von seinem Matrosen Peters erfährt, wen er da transportierte.
- Wilhelm von Preußen: Kurt Helmers bringt dem preußischen König das Geheimpapier zur Politik Frankreichs gegen Preußen, das er beim in Berlin spionierenden Henrico Landola sichergestellt hat. Helmers erwirbt sich dadurch das Wohlwollen Wilhelms I., der ihn zum Ritter der 2. Klasse des roten Adlerordens ernennt. Jovial führt der König Trapper Geierschnabel, der bis zu ihm vordringt, zu Otto von Bismarck.
- Oberst von Winslow: ist ein preußischer Baron. Er ist Oberst und Regimentskommandeur bei der Garde in Berlin. Von Winslow ist verheiratet. Als Vorgesetzter von Kurt Helmers benimmt er sich diesem gegenüber beleidigend und wird von Kurt, zusammen mit seinem Günstling Hugo von Ravenow, zu einem Duell gefordert, in dem er eine Hand verliert. Da er sich die Verwundung nicht im Dienst zugezogen hat, wird er ohne Pension verabschiedet, und nur Helmers' Einfluss bewahrt ihn vor einer Festungsstrafe. Später gerät er in der Eisenbahn mit Trapper Geierschnabel aneinander und wird auf dessen Veranlassung vorübergehend verhaftet.

### Handlungsorte (in Auswahl)

#### In Deutschland
- Berlin: Kurt Helmers dient einige Zeit in Berlin. Der Herzog Eusebio von Olsunna hat dort ein Palais. Im „Magdeburger Hof“ enttarnt Helmers einen Spion. Im Schloss Monbijou wird daraufhin zu seinen Ehren eine Soirée gegeben.
- Rheinswalden: Das fiktive Schloss Rheinswalden liegt in der Nähe von Mainz und ist im Waldröschen der Wohnsitz des Oberförsters und ehemaligen Hauptmanns der Landwehr Kurt von Rodenstein. Dort leben neben Kurt von Rodenstein und dem Forstgehilfen Ludewig – weitere Mitarbeiter sind die beiden Unterförster Wendelin und Stengler sowie die Burschen Kurt, Heinrich und Wilhelm – auch Frau Sternau und ihre Tochter Helene. Später vervollständigen Rosa de Rodriganda verheiratete Sternau, ihr Töchterchen Rosa und Graf Emanuel de Rodriganda die Gesellschaft. Rheinswalden ist der zentrale Punkt, zu dem der Kolportageroman nach Abstechern in die weite Welt immer wieder zurückführt. Der großherzogliche Maskenball führt noch einmal alle Helden in Rheinswalden zusammen, löst die letzten Knoten und beendet so den Roman.

#### In Frankreich
- Avranches: ist eine französische Hafenstadt in der Normandie. In der Nähe von Avranches liegt der Leuchtturm von Gabrillon, in dem Emanuel de Rodriganda von Zarba versteckt wurde. In Avranches wurde kürzlich eine Mineralquelle erschlossen, so dass der Ort zum Kurort avancierte und mit Promenaden ausgebaut wurde. Der Fischer Jean Forestier vermietete sein Häuschen an den kranken Eusebio von Olsunna. In Avranches arbeitet auch der Notar Belltoucheur.

#### In Spanien
- Höhle der Briganten (in der Felsenlandschaft des Maladeta): Die Höhle der Räuberbande liegt in den spanischen Pyrenäen. Hier wächst Mariano, der echte Grafensohn de Rodriganda unter den Briganten („Briganden“) auf, die ihn zwar als Kleinkind vertauscht, aber eben nicht ermordet haben. Der Eingang zur Höhle liegt versteckt in einem offenen Felskessel. Sie besteht aus mehreren Räumen und Kammern. Die Wände der „Zelle“ des Hauptmanns (Capitano) sind mit kostbaren Waffen behängt. In einer Wand befindet sich ein Geheimfach.
- Madrid: in Spaniens Hauptstadt wohnen oder haben gewohnt: Dr. Francas, Sir Henry Lindsay. In Madrid treffen sich inkognito Hanetta Valdez und Ferdinando de Rodriganda.
- Saragossa: In der Strada Domenica Nr. 10 hatte der Herzog Eusebio von Olsunna einen Palast, in dem auch Gasparino Cortejo als Haushofmeister beschäftigt war. Auf der anderen Seite des Ebro hat der Bankier Salmonno ein Stadthaus. Hier lebte in der Strada el Amenio Nr. 15, eine Treppe hoch, auch Clarissa Margony als – angebliche – Putzmacherin. Auch Manfredo de Rodriganda hat hier ein Stadthaus. Zu seinem Haushalt gehören u. a. Henrico Cortejo und Juan Alimpo. Am hiesigen Theater ist Hanetta Valdez eine Zeit lang Primaballerina. Ihre Dienerin ist Elvira.
- Schloss Rodriganda: Das fiktive Schloss liegt bei dem Dorf Rodriganda, eine Reitstunde von Manresa in der Provinz Barcelona entfernt, und ist das Stammschloss der Grafen de Rodriganda. Hier beginnt die verwickelte Handlung des Kolportageromans Waldröschen.

#### In Mexiko
- El Reparo: ist der heilige Berg der Miztecas und liegt vier Wegstunden westlich der Hazienda del Erina. Er sieht fast aus wie ein lang gezogener, hoher Damm. Sein schroffer Hang ist zumeist mit Eisenbäumen bestanden. Von ihm fließen drei Bäche in das Tal. Der mittlere bildet keinen offenen Quell, sondern tritt gleich wenigstens drei Fuß breit und vier Fuß tief aus dem Felsen. Das ist der Eingang zur Höhle des Königsschatzes. In der Nähe des Eingangs befindet sich hinter einem Gebüsch eine enge, niedrige Schlucht, in der Pferde untergebracht werden können. Auf dem Berg befindet sich eine Vorrichtung, um ein weithin sichtbares Feuerzeichen zu geben, das ein Zeichen der Versammlung für die Miztecas ist. Drei Feuerwerkskörper, die in der Nähe versteckt sind und während des Feuerzeichens gezündet werden, sind das Zeichen, dass der Versammlungsplatz am Berg El Reparo selbst ist. Auf dem Berg befindet sich – umgeben von Ruinen – auch der Teich der Krokodile.
- Fort Guadeloupe: Der Llano Estacado geht mit seinem Westrand fast bis zum Rio Puerco, der ein Nebenfluss des Rio Grande del Norte ist. An diesem Rio Puerco liegt das Fort Guadeloupe. 1866/67 wird es von den französischen Truppen angegriffen und von den Einwohnern sowie Dr. Sternau und seinen Gefährten verteidigt. Die Krieger der Apachen unter der Führung von Bärenauge eilen den Bewohnern des Forts zu Hilfe.
- Hazienda del Erina: liegt im Norden Mexikos, am Abhange der Berge von Coahuila. Die nächste größere Stadt ist Saltillo. Nachbarn sind u. a. Verdoja und der Besitzer der Hazienda Vandaqua. Die Hazienda gehört zu den Ländereien der Familie de Rodriganda und wurde von Don Ferdinando de Rodriganda an Petro Arbellez verpachtet. Der zugehörige Grundbesitz umfasst einen Flächenraum von zwanzig geographischen Quadratmeilen. In seinem Testament schenkt Ferdinando de Rodriganda die Hazienda Petro Arbellez, der das durch ein Dokument beweisen kann. Im Spätsommer 1866 ist die Hazienda del Erina eine Etappenstation der Franzosen. Sie wird von etwa 300 Anhängern des Prätendenten Pablo Cortejo und dem „Panther des Südens“ gestürmt und in Besitz genommen. Josefa Cortejo bleibt mit einem kleinen Trupp der Besatzer auf der Hazienda. Sie wird dann von den Miztecas unter Häuptling Büffelstirn zurückerobert.
- Kloster della Barbara: Das Kloster liegt etwas außerhalb von Santa Jaga (nahe der Nordgrenze der mexikanischen Provinz Zacatecas) und ist – nach der Säkularisation – nun ein Krankenhaus bzw. eine Betreuungsanstalt für Geisteskranke. Betreut wird es von dem ehemaligen Priester Pater Hilario und seinem Neffen Manfredo. Unter dem Kloster gibt es zahlreiche alte Gewölbe, Räume und Geheimgänge. Pater Hilario besitzt einen genauen Plan der Anlage. In den verborgenen Zellen kerkert Hilario über Wochen hinweg Karl Sternau und Gefährten sowie deren Gegenspieler Pablo Cortejo ein. Es gibt natürlich auch einen geheimen Ausgang aus dem Klosterareal.
- Mexiko-Stadt: In der Nähe des Paseo befindet sich der Palast von Ferdinando de Rodriganda. Hier leben u. a. Maria Hermoyes; sein Neffe, Graf Alfonzo; Pablo Cortejo und einige Diener (z. B. Arnoldo). In Mexiko-Stadt leben auch der Vicomté de Lorriere und Graf Embarez. Auch Sir Henry Lindsay hat als Gesandter einen „Palazzo“. Er und Karl Sternau promenieren auf der „Alameda“ (Pappelallee). Der Friedhof befindet sich vor den Toren der Stadt. Auf ihm befindet sich in einem Mausoleum mit korinthischen Säulen und einem Eisentor das Erbbegräbnis der Rodrigandas, in dem aber bisher nur Ferdinando de Rodriganda (und dieser auch nicht wirklich) ruht.
- Santiago de Querétaro: (kurz: Querétaro) ist eine Stadt in Zentralmexiko und Hauptstadt des gleichnamigen Bundesstaates. 1867 wurde der Ort, in dem sich Kaiser Maximilian aufhielt, von den Truppen Juárez' belagert und – nach dem Verrat des Obersten Miguel Lopez – eingenommen. Der Kaiser sowie seine Generäle Miramon und Mejia wurden in Querétaro, auf dem Cerro de las campanas hingerichtet.
- Teich der Krokodile: Der Teich liegt inmitten von Tempelruinen auf dem Berg El Reparo. Im Teich leben einige sehr alte und sehr hungrige Krokodile. Am Ufer des Teiches wächst eine alte Zeder, die bestens geeignet ist, Leute über dem See aufzuhängen. Sowohl Graf Alfonzo als auch Bärenherz wird diese Todesart zugedacht, ersterem von Tecalto, dem Bruder Karjas, und letzterem von den Comanchen, in beiden Fällen jedoch erfolglos, da beide rechtzeitig befreit werden. Auch Josefa Cortejo wird von Tecalto und Donnerpfeil über den Krokodilen aufgehängt, um sie zum Reden zu bringen, jedoch von ihrem Vater und Grandeprise befreit. Die hungrigen Krokodile müssen sich mit den getöteten Feinden der beiden Freunde zufriedengeben.

#### In der Karibik
- „La Pendola“: alias „Lion“ ist das Schiff Henrico Landolas. Bei Bedarf zieht es schwarze Segel auf und wird vom spanisch-amerikanischen Kauffahrer „La Pendola“ zum Piratenschiff „Lion“. An der Pedro Bank, vor der Küste von Jamaika im westindischen Meer, wird das Schiff von der Dampfyacht „Rosa“ und einem britischen Kriegsschiff gestellt und schwer beschädigt. Es wird an Ort und Stelle nach Übernahme der Ladung angebohrt und versenkt.
- „Rosa“: ist der Name einer kleinen Dampfyacht, die Karl Sternau gehört. Sie hieß ursprünglich „The Fleeds“ und wird in Greenock, Schottland, von dem Anwalt Emery Millner im Auftrag von Sir Henry Lindsay verkauft. Karl Sternau erwirbt sie, um damit die „Pendola“ von Henrico Landola zu finden und anzugreifen. Daher erhält die „Rosa“ sechs Bordkanonen und zwei drehbare Geschütze, sogenannte Drehbassen. Das Fahrzeug hatte eine Schnelligkeit von achtzehn Meilen per Stunde und verbrauchte während dieser Zeit zweihundert Pfund Kohlen. Kommandant wird der Steuermann Helmers. 14 Matrosen werden angeheuert.

#### In der Südsee
- Südseeinsel: Die lange namenlos bleibende Südseeinsel wird für 16 Jahre Heimat von Karl Sternau und seinen Gefährten. Sie liegt ostsüdöstlich von Pitcairn. Henrico Landola kannte diese Insel und wählte sie gezielt als Verbannungsort für Karl Sternau, Mariano, Steuermann Helmers, Anton Helmers, Bärenherz, Büffelstirn, Emma Arbellez und Karja aus. Auf der Insel gibt es zwei Quellen, Fische, Vögel, Kleinwild und verschiedene Früchte. Während ihres Aufenthaltes bauen die Verbannten eine Reihe von Hütten aus Erde und Zweigen, deren Türen sie mit Fellen verhängen. Es gelingt ihnen auch, aus Sträuchern „Bäume“ zu ziehen und ein Floß herzustellen. Als das Floß sich nachts losreißt, wird Emma Arbellez mit ihm weggetrieben und kann später die Befreiung der Helden organisieren. Kapitän Wagner hisst – als er die Verschollenen abholt – die deutsche Flagge und nimmt diese kleine Insel im Namen des zu erwartenden deutschen Kaiser für sein Vaterland in Besitz. Er gab ihr den Namen Rodriganda.

## Das Theaterstück

### Ausgangspunkt
In einem Beilegeblatt zum Textbuch von 1977 heißt es:
„Diese melodramatische Bearbeitung erfolgte aufgrund des umfangreichen Kolportage-Romans KARL MAY – DAS WALDRÖSCHEN ODER DIE VERFOLGUNG RUND UM DIE ERDE. Es handelt sich dabei um den ersten Großroman, den Karl May in den 70er Jahren des vergangenen Jahrhunderts für den Kolportage-Verlag Münchmeyer in Dresden konzipierte. Der Spaß am Sujet veranlaßte Götz Loepelmann und Astrid Fischer-Windorf, eine kürzere Bearbeitung für die Bühne daraus anzufertigen. Es sind selbstverständlich dabei eine ganze Reihe von Szenen gestrafft worden, Personen wurden zu einem Handelnden zusammengefaßt, um hier den schauspielerischen bzw. auch darstellerischen Gegebenheiten auf der Bühne Rechnung zu tragen. Weitgehend wurde dabei der Originaltext von Karl May erhalten, dennoch verleihen die Akzentuierungen und Striche der Bearbeiter dem Text wie aber auch später den Inszenierungen selbst ihren zusätzlichen Reiz. Die Bearbeitung trägt sowohl Elemente guten komischen Theaters wie aber auch Charakteristika der Commedia dell’arte mit einem gehörigen Schuß von Volkstheater. Die beigegebenen Abbildungen und farbigen Figurinen vermitteln auch dem Leser etwas von dem Theaterspaß.“

### Szenen
Das Theaterstück umfasst 44 Szenen:
1. Szene: Erzähler (Vor geschlossenem Vorhang)
2. Szene: In Rodriganda. Tag. (Manfredo, Alimpo)
3. Szene: Im Theater (Alimpo, Manfredo, 4 Mönche, 4 Bettler)
4. Szene: In der Garderobe der Valdez. Nacht. (Hanetta, Manfredo, Erzähler)
5. Szene: Auftritt Henrico Cortejo (Hanetta, Henrico Cortejo)
6. Szene: Im Café. Nachmittag. (Hanetta, Manfredo)
7. Szene: Erzähler
8. Szene: In Madrid. Abend – Nacht. (Hanetta, Ferdinando)
9. Szene: In Rodriganda: Hochzeit. Abend. (Manfredo, Emanuel, Ferdinando, Hanetta, Henrico Cortejo, Alimpo, Priester, Erzähler)
10. Szene: In Rodriganda. Nachmittag. (Erzähler, Sternau)
11. Szene: In Rodriganda (Sternau, Rosa, Alfonzo, Graf Emanuel, Dr. Francas, Dr. Cielli, Alimpo)
12. Szene: Bei den Räubern. Tag. (Erzähler, Bettler)
13. Szene: Bühne wird hell. Bei den Räubern. Felsenlandschaft. Lagerleben. (Mariano, Bettler, Capitano, Gasparino Cortejo, 3 Räuber, Mariano Kind, Vater, Mutter)
14. Szene: Bei den Räubern (Vor dem Vorhang) (Mariano, Capitano)
15. Szene: Im Saal am Bett des Grafen, nach der Operation. Morgen. (Alimpo, Sternau, Rosa, Emanuel)
16. Szene: Auf Rodriganda. Tag. (Briefträger, Gasparino, Clarissa, Erzähler)
17. Szene: Landola bei Cortejo (Erzähler, Gasparino, Landola)
18. Szene: Erzähler
19. Szene: In Rodriganda. Nacht. (Sternau, Rosa, Mariano)
20. Szene: Bei Gasparino Cortejo. Tag. (Erzähler, Gasparino, Zarba, Clarissa)
21. Szene: Im Park. Morgen. (Rosa, Sternau, 4 Killer)
22. Szene: In Rodriganda (Gasparino, Graf Emanuel, Alimpo)
23. Szene: Auftritt Rosa und Sternau. (Rosa, Graf Emanuel, Sternau, Cortejo, Erzähler, Gasparino)
24. Szene: Erzähler
25. Szene: An der Klippe (Zigeuner, Rosa, Sternau, Alfonzo, Gasparino, Alcalde, Dr. Cielli, Alimpo)
26. Szene: Vorhang. Beim Erzähler (Erzähler, Alimpo, Sternau, Rosa, Cortejo)
27. Szene: In Rheinswalden. (Erzähler, Sternau, Rosa, Kurt Kind)
28. Szene: Avranches (Erzähler, Sternau, Olsunna, Gabrillon, Graf Emanuel)
29. Szene: Die Seeschlacht [Sternaus Dampfyacht „Rosa“ besiegt Landolas Schiff „Pendola“ in der Karibik] – Marianos Rettung [und erneute Einkerkerung im Schiffsverließ der Pendola, zusammen mit Sternau] (Erzähler, Sternau, Landola, Mariano, 2 Matrosen, 3 Banditen)
30. Szene: In Mexiko (Erzähler, Pablo Cortejo, Josefa)
31. Szene: Alfonzo in Mexiko (Alfonzo, Karja)
32. Szene: Indianer-Szene [am El Reparo] (Erzähler, Bärenauge, Barenherz, Alfonzo)
33. Szene: In Rheinswalden (Rosa, Erzähler, Kurt)
34. Szene: Erzähler, Juárez
35. Szene: Erzähler, Max, Charlotte, Josefa
36. Szene: In Berlin (Kurt, Oberst, Bismarck, Kaiser Wilhelm I., Erzähler)
37. Szene: Josefas Intrigen – in Mexiko (Erzähler, Josefa, Amaika)
38. Szene: In der Ecke des Erzählers. Beim Kleider-Juden. (Levi, Pablo Cortejo, Sarah)
39. Szene: Im Hause der Cortejos in Mexiko. (Josefa, Pablo, Erzähler)
40. Szene: Sternaus Errettung (Erzähler, Kap. Wagner, Kurt Helmers, Mariano)
41. Szene: In Mexiko bei Juárez. (Juárez, Kurt Helmers, Sternau)
42. Szene: Kurt Helmers bei Kaiser Max. Sturm auf Querétaro. (Kurt Helmers, Kaiser Max, Soldat)
43. Szene: Auf den Trümmern nach der Schlacht (Pablo Cortejo, Josefa, Hilario, Sternau, Kurt, Juárez, Erzähler, Landola, Mönche)
44. Szene: Maskenball in Rheinswalden (Erzähler, Kurt, Waldröschen, Rosa, Graf Emanuel, Sternau, Max, Juárez, Erschießungskommando, Olsunna)

### Zitate
Benito Juárez in einer Ansprache an das mexikanische Volk (34. Szene):
„Ich habe gelitten und geduldet, denn ich dachte, meine Zeit werde kommen. Ich sah das Land verwüstet und den Wohlstand meines Volkes zerrüttet, aber ich zagte nicht. Ich stehe an der äußersten Grenze des Landes, für dessen Wohl ich mein Leben geben würde, und nur wenige Getreue sind es, welche sich bei mir befinden. Gott aber gibt mir jetzt ein Zeichen, daß meine Gebete erhört sind. Die Herrschaft der Franzosen kann nicht ewig dauern. Der Anfang ist gemacht, die ersten vier Kompanien des Feindes sind vernichtet, und nichts soll mich hindern, den begonnenen Lauf fortzusetzen. Ich werde von hier aus direkt nach Chihuahua marschieren, zwei Tage dort bleiben, fünf Tage nach Coahuila, sind zehn Tage. Wir brechen sofort auf, dampfen den Fluß herauf bis nach Belleville und Revilla, dann biegen wir in den Sabinafluß ein, welcher auf Coahuila zuläuft. Da, wo er sich in zwei Arme teilt, warten wir auf sie. Das ist ungefähr zwölf Meilen von Coahuila entfernt. Dann bin ich wieder Herr des Landes.“ (Textbuch, S. 88)
Beurteilung der Lage durch den preußischen König (36. Szene):
„Mein Vetter Max zerrieben zwischen Napoleons Intrigen und dem Heer der Aufständischen dieses Juárez. Carl Sternau entführt. Schändliche Verbrechen an dem Geschlechte der Rodrigandas. Rechtswidrige Aneignung der rodrigandischen Besitzungen durch die Sippschaft der spanischen und mexikanischen Cortejos. Da soll doch der Donner ... Die mexikanischen Vorgänge sind von größter Bedeutung für die Geschichte Preußens und Europas. Ich werde Euch eine geheime Botschaft an Juárez mitsenden, der mir die Schlüsselfigur des Ganzen zu sein scheint ... “ (Textbuch, S. 96)
Feierliche Erklärung Kurt Helmers' bei Sternaus Errettung von einer Südsee-Insel (40. Szene):
„Meine Damen und Herren! Ich habe, bevor wir scheiden, eine ernste und heilige Pflicht zu erfüllen. Diese Insel ist auf keiner Karte verzeichnet und liegt ohne Namen und Gebieter im weiten Meere. Deutschland, das Vaterland von drei Personen aus unserer Versammlung, hat nie ein Volk aus seinem Lande verdrängt und um seinen Besitz gebracht. Es hat der Fürsten viele, aber keinen einzigen Herrn; es besitzt nur sich allein, aber keine Kolonie. Doch wird die Zeit kommen, wo es Beides besitzt, und nur zur Bekräftigung dieser meiner Überzeugung, nehme ich diese kleine, an sich wertlose Insel im Namen des zu erwartenden deutschen Kaisers für mein Vaterland in Besitz und gebe ihr den Namen „Rodriganda“. Erheben Sie Ihre Gläser. Hoch Deutschland!“ (Textbuch, S. 108)

## Aufführungen

### In Hannover
Das Theaterstück „Das Waldröschen oder die Verfolgung rund um die Erde“ wurde als eine Parodie auf dieses Genre am 23. Oktober 1977 im Schauspielhaus Hannover am „Ballhof“ uraufgeführt. Für die Bühne entdeckt von Wolfgang Grüter, bearbeitet von Götz Loepelmann und Astrid Fischer-Windorf. 

### In Mönchengladbach
Eine weitere Bearbeitung des Waldröschens für die Bühne unter dem Titel „Schloss Rodriganda. Eine Verfolgung rund um die Erde. Revue von Karl May“ erfolgte durch Astrid Fischer-Windorf, Götz Loepelmann, Wolfgang Trevisany und Gerhard Weber.
Dieses Stück wurde am 16. November 1985 im Schauspielhaus Mönchengladbach uraufgeführt. Dazu erschien ein ausführliches Programm als Taschenbuch mit einer Besetzungsliste, den Texten des Stückes, Informationen zu Karl May und dem historischen Kontext der Textgrundlage.

### In Radebeul
Seitdem wurde das Stück öfter aufgeführt, u. a. in Radebeul 1996.

## Textbuch
- Karl May: Das Waldröschen oder die Verfolgung rund um die Erde. Ein melodramatischer Bilderbogen. Bühnenfassung, bearbeitet von Götz Loepelmann und Astrid Fischer-Windorf. Mit Figurinen von Erika Landertinger, Hildesheim: Olms Presse, 1977.